# Commune (アルバム)
『commune』（コミューン）は、2003年3月26日にリリースされたYUKIの2枚目のアルバム。

## 概要
前作『PRISMIC』以来、一年振りとなるアルバム。シングルとして発表した「スタンドアップ!シスター」ほか全12曲を収録。
本作は「70's」をコンセプトにメイン・プロデューサーを會田茂一（FOE）が担当、参加ミュージシャンや作家には、GREAT3の高桑圭、白根賢一、東京スカパラダイスオーケストラから沖祐市、NAGO、茂木欣一のほか、柏原譲（ポラリス）、恒岡章（Hi-STANDARD）、小松正宏（bloodthirsty butchers）、堀江博久（ニール&イライザ）、辻村豪文（キセル）、スネオヘアーなどを迎え制作された。 
ジャケットには、「センチメンタルジャーニー」のPVにも登場した数多くのコピーYUKIと共に一直線に並んでいる写真が用いられている。ちなみに全員で71人いる。なお、YUKI本人と背景は「センチメンタルジャーニー」のジャケットをそのまま使用している。
初回仕様版などは製作されていない。
2012年7月現在、YUKIのソロアルバムの中で唯一オリコン週間アルバムチャートでトップ10入りしなかった作品である。

## 収録曲
| #         | タイトル                     | 作詞          | 作曲             | 編曲                               | 時間  |
| --------- | ---------------------------- | ------------- | ---------------- | ---------------------------------- | ----- |
| 1.        | 「SWELLS ON THE EARTH」      | -             | 會田茂一         | -                                  | 1:48  |
| 2.        | 「泣きそうだ」               | YUKI          | YUKI             | 日暮愛葉                           | 3:40  |
| 3.        | 「Good Times」               | 日暮愛葉      | 日暮愛葉         | 日暮愛葉                           | 3:48  |
| 4.        | 「ストロベリー」             | YUKI          | 會田茂一         | 會田茂一                           | 4:53  |
| 5.        | 「ロックンロールスター」     | YUKI          | 太田朝子         | 會田茂一                           | 3:44  |
| 6.        | 「スタンドアップ!シスター」  | YUKI          | ナンバキイチロウ | YUKI & PRISMIC YUKI BAND、會田茂一 | 3:48  |
| 7.        | 「ハミングバード」           | YUKI、Caravan | Caravan          | 會田茂一                           | 4:52  |
| 8.        | 「センチメンタルジャーニー」 | YUKI          | 松浦友也         | 會田茂一                           | 5:23  |
| 9.        | 「ファンキー・フルーツ」     | YUKI          | ナンバキイチロウ | 會田茂一                           | 4:02  |
| 10.       | 「恋人よ (version)」         | YUKI          | 松浦友也         | 會田茂一                           | 6:23  |
| 11.       | 「コミュニケーション」       | YUKI          | スネオヘアー     | 會田茂一                           | 4:34  |
| 12.       | 「砂漠に咲いた花」           | YUKI          | 辻村豪文         | 會田茂一                           | 5:03  |
| 合計時間: | 合計時間:                    | 合計時間:     | 合計時間:        | 合計時間:                          | 51:58 |

### 楽曲解説
1. SWELLS ON THE EARTH
  - インストゥルメンタル
2. 泣きそうだ
3. Good Times
4. ストロベリー
5. ロックンロールスター
6. スタンドアップ!シスター
4thシングル。
7. ハミングバード
6thシングル。
8. センチメンタルジャーニー
5thシングル。
9. ファンキー・フルーツ
トリンプ「恋するブラ」CMソング
10. 恋人よ (version)
4thシングルのカップリング曲。アルバムバージョンでの収録。
11. コミュニケーション
12. 砂漠に咲いた花
バンド「キセル」との共作曲。同年5月にはキセルによる歌唱バージョンがシングルとしてリリースされた。

## 演奏
- YUKI
  - Vocal (#2-12)
  - Chorus (#2-9.11.12)
  - Namaketarou (#8)
  - Drums (#9)
- 會田茂一
  - Guitars (#1.4.5.7-12)
  - Piano (#1.5)
  - Drums (#1)
  - Sample (#4)
  - Lap Steel (#8)
  - Bass (#9.11)
  - Programming (#9)
  - Pianica (#10)
  - Glockenspiel (#11)
  - Percussion (#12)
  - Chorus (#9.10)
- 南石聡巳：Programming (#1)
- 日暮愛葉
  - Guitars (#2.3)
  - Bass (#2)
  - Piano, Chorus, Programming (#3)
- 荒川康伸：Drums (#2.3)
- 高桑圭：Bass (#4.7.8.12)
- 小松正宏：Drums (#4)
- 佐藤研二
  - Cello (#4.5.9.12)
  - Bass (#5)
- 堀江博久：Piano (#4)
- 恒岡章 (Hi-STANDARD)：Drums, Tambourine (#5.11)
- ASH：Guitars (#6)
- Moo-Stop：Bass (#6)
- ATSUSHI：Drums (#6)
- 皆川真人：Synthesizer (#6)
- Piro：Percussion (#6)
- 清水一登
  - Cembalo (#6.12)
  - Marimba (#12)
- 椎野恭一：Drums (#7)
- 斎藤ネコ：Strings Arrangement (#7)
- グレート栄田ストリングス：Strings (#7)
- 白根賢一：Drums (#8)
- 沖祐市
  - Accordion (#8)
  - Piano, Organ (#10)
- NARGO：Trumpet (#8)
- 柏原譲：Bass (#10)
- 茂木欣一：Drums (#10)
- 田村玄一：Steel Pan (#10)